# Saint-Alphonse-de-Granby
Saint-Alphonse-de-Granby è un comune del Canada, situato nella provincia del Québec, nella regione di Montérégie.